# 스타드 질베르 브루투스
스타드 질베르 브루투스(프랑스어: Stade Gilbert Brutus)는 1962년 세워진 프랑스 페르피냥의 럭비 경기장이다. 2007년과 2009년 중개축을 통해 13000명을 수용하며 현재 프로 럭비 리그 팀인 카탈란스 드래곤스(수퍼 리그)의 홈구장이다.